# Actinophryida
Die Actinophryida (mit Schreibvarianten Actinophrydia und Actinophrydea) sind eine Klade (Verwandtschaftsgruppe) von Stramenopilen, die von Autoren oft im Rang einer Ordnung gesehen wird.
Diese Gruppe ist eng mit den Pedinellales und der Gattung Ciliophrys (Ordnung Rhizochromulinales) verwandt.
Die Actinophryida sind im Süßwasser weit verbreitet und kommen gelegentlich auch in Meeresumgebungen und Sedimenten (Bodenbereichen) vor.
Die Actinophryida sind einzellig mit einer annähernd kugelförmigen Gestalt. Sie haben viele Axopodien, d. h. vom Zellkörper nach außen strahlende Scheinfüßchen (Pseudopodien).
Die Axopodien werden von Hunderten von Mikrotubuli getragen, die in ineinandergreifenden Spiralen angeordnet sind und eine nadelartige innere Struktur (Axoneme) bilden.
Kleine Körnchen (Extrusomen), die unter der Membran des Zellkörpers und der Axopodien liegen, fangen die Beute ein, wenn sie mit den Armen in Kontakt kommt. Dazu gehören Flagellaten, Wimpertierchen und kleine Metazoen.

## Beschreibung
Die Actinophryida sind größtenteils aquatische Protozoen mit einem kugelförmigen Zellkörper und vielen nadelartigen Axopodien. Aufgrund dieser Struktur ähneln sie der Form einer Sonne, was zu ihrer früheren Klassifizierung als Sonnentierchen (Heliozoa, englisch sun animalcules) führte. Die Heliozoa gelten heute als nicht monophyletisch, d. h. diese Bezeichnung ist rein informell, kein Taxon.
Die Zellkörper (ohne Axopodien) sind zwischen einigen zehn Mikrometern und knapp einem Millimeter groß.
Der äußere Bereich des Zellkörpers (Ektoplasma) ist oft vakuolisiert (dicht mit Vakuolen gefüllt).
Das Endoplasma (innerer Bereich der Zytoplasmas) ist weniger vakuolisiert als die äußere Schicht, unter dem Lichtmikroskop ist eine scharfe Grenzschicht zwischen den beiden Bereichen zu erkennen.
Die Organismen sind entweder einkernig (mit einem einzigen, gut definierten Kern in der Mitte des Zellkörpers) oder mehrkernig (Synzytium mit 10 oder mehr Kernen, die sich unter der äußeren vakuolisierten Schicht des Zytoplasmas befinden).
Das Zytoplasma der Actinophryida ist oft körnig, ähnlich wie das von Amöben.
Actinophryida-Zellen können bei der Nahrungsaufnahme verschmelzen, wodurch größere Organismen entstehen.
Die feinen Körnchen, die sich direkt unter der Zellmembran befinden, werden beim Einschließen der Beute und der Bildung von Nahrungsvakuolen verbraucht.
Wenn die Nahrung knapp wird, können die Actinophryida auch Zysten bilden. Beim Übergang zum Zystenstadium lagert sich unter der Zellmembran eine Schicht aus Silikatplatten ab.
Kontraktile Vakuolen sind in diesen Organismen weit verbreitet.
Es wird angenommen, dass sie zur Regulation des Körpervolumens beitragen, indem sie Flüssigkeit ausstoßen, um den Eintritt von Wasser durch Osmose auszugleichen.
Kontraktile Vakuolen sind als deutliche Ausbuchtungen an der Oberfläche des Zellkörpers sichtbar. Sie füllen sich langsam, können sich aber dann schnell wieder entleeren und ihren Inhalt an die Umgebung abgeben.

### Axopodien

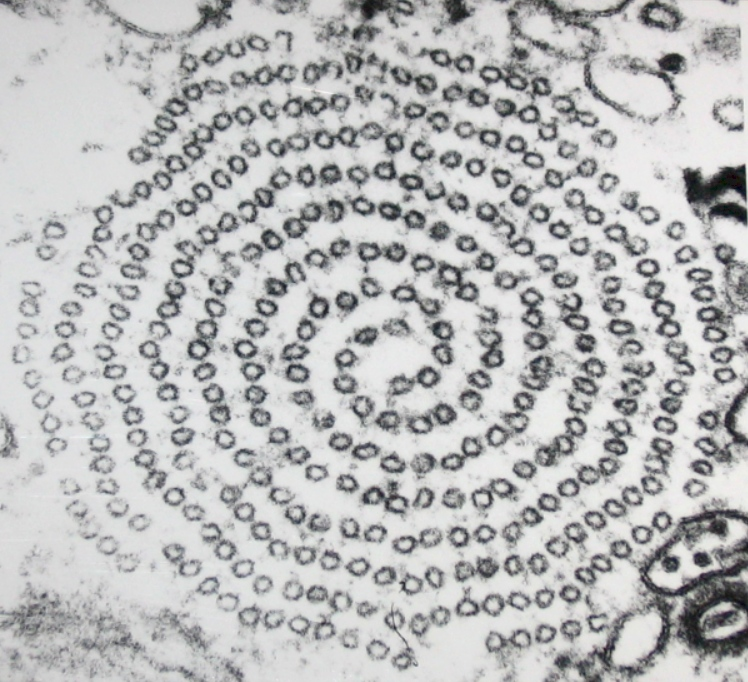
Querschnitt der doppelspiraligen Mikrotubuli-Struktur in einem Axopodium.

Das markanteste Merkmal der Actinophryida sind ihre Axopodien/Axoneme.
Diese bestehen aus einem zentralen, starren Stab, der von einer dünnen Schicht Ektoplasma überzogen ist.
Bei der einkernigen Gattung Actinophrys enden die Axoneme an der Oberfläche des zentralen Kerns, beim mehrkernigen Actinosphaerium enden sie an oder in der Nähe der Kerne.
Die Axoneme bestehen aus Mikrotubuli, die in einem für diese Klade charakteristischen doppelspiraligen Muster angeordnet sind.
Aufgrund ihrer langen, parallelen Konstruktion weisen diese Mikrotubuli eine starke Doppelbrechung auf.
Die Axopodien dienen dem Beutefang, der Fortbewegung, der Zellfusion und möglicherweise auch der Zellteilung.
Sie sind im Prinzip steif, können sich aber vor allem in der Nähe ihrer Spitzen biegen, und sind äußerst dynamisch, d. h. sie werden häufig auf- und abgebaut.
Beim Auflesen von Beutestücken sind zwei Fangmethoden bekannt, die als axopodialer Fluss (englisch axopodial flow) und schnelle axopodiale Kontraktion (en. rapid axopodial contraction) bezeichnet werden:
Beim axopodialen Fluss beobachtet man eine langsame Bewegung des Beutestücks entlang der Oberfläche des Axopodiums, wobei sich das Ektoplasma selbst bewegt. Bei der schnellen axopodialen Kontraktion kommt es dagegen zu einem Kollaps der Mikrotubuli-Struktur des Axonems.
Dieses Verhalten wurde bei vielen Mitgliedsarten dokumentiert, darunter Actinosphaerium nucleofilum, Actinophrys sol und Raphidiophrys contractilis.
Die schnelle axopodiale Kontraktion erfolgt mit hoher Geschwindigkeit, oft mit mehr als 5 mm/s (entsprechend mehreren Dutzend Körperlängen pro Sekunde).
Es hat sich gezeigt, dass die axopodialen Kontraktionen sehr empfindlich auf Umweltfaktoren wie Temperatur und Druck, aber auch auf chemische Signale wie Ca2+ und Colchicin reagieren.

### Fortpflanzung

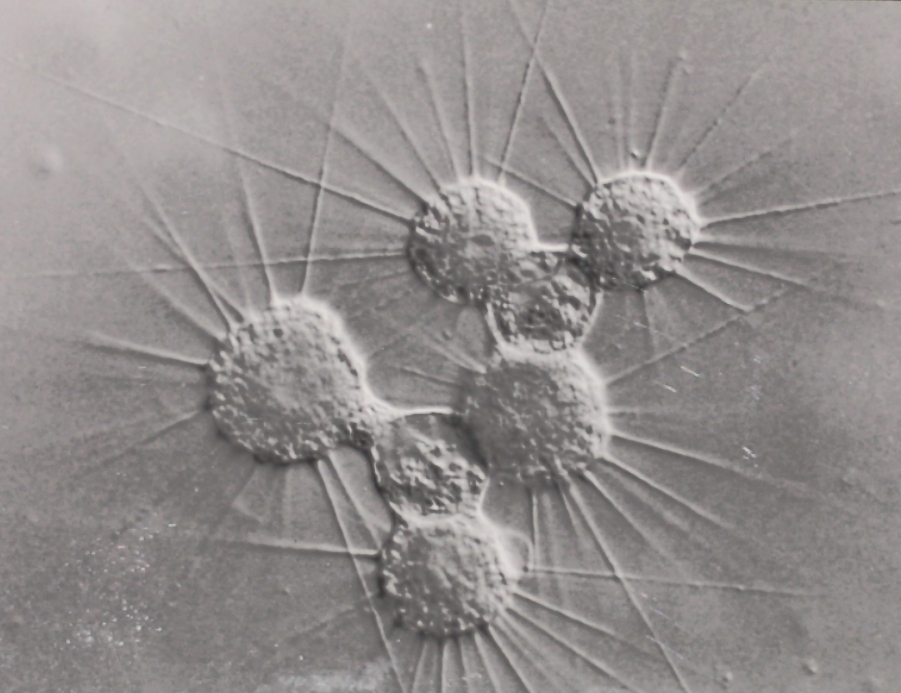
Actinophrys unterzieht sich einer mehrfachen Plasmotomie

Die Fortpflanzung der Actinophryida erfolgt im Allgemeinen durch Spaltung, wobei sich eine Mutterzelle in zwei oder mehr Tochterzellen teilt.
Bei den mehrkernigen Vertretern ist dieser Prozess „plasmotisch“, d. h. dass die Zellkerne vor der Teilung nicht dupliziert werden.
Es wurde beobachtet, dass die Fortpflanzung eine Reaktion auf Nahrungsknappheit sein kann, mit einer erhöhten Anzahl von Teilungen nach dem Entzug von Nahrung und größeren Organismen in Zeiten von Nahrungsüberschuss.
Die Plastogamie ist bei den Actinophryida, insbesondere bei mehrkernigen Arten, ausführlich dokumentiert worden.
Bei Actinosphaerium wurde beobachtet, dass die Organismen ohne die Kombination von Kernen frei verschmelzen. Dieser Prozess führte manchmal zu mehr oder weniger Individuen als ursprünglich.
Der Vorgang wird nicht nur durch den Kontakt zwischen zwei Individuen verursacht, sondern kann auch durch eine Beschädigung des Zellkörpers hervorgerufen werden.
Actinophryida betreiben in Zeiten der Nahrungsknappheit auch Autogamie (Selbstbefruchtung).
Dies ist eher als genetische Umstrukturierung denn als Fortpflanzung zu bezeichnen, da die Anzahl der produzierten Individuen (Nachkommen) der ursprünglichen Anzahl entspricht.
Nichtsdestotrotz dient sie als Möglichkeit, die genetische Vielfalt innerhalb eines Individuums zu erhöhen, was die Wahrscheinlichkeit der Ausprägung günstiger genetischer Merkmale verbessern kann.

### Funktion und Bildung von Zysten
Unter ungünstigen Bedingungen bilden einige Arten Zysten.
Dies ist ein häufiges Ergebnis von Autogamie, wobei es sich in diesem Fall bei den entstehenden Zysten um Zygoten handelt.
Wenn Zellen diesen Prozess durchlaufen ziehen sie ihre Axopodien zurück, haften am Substrat und nehmen ein undurchsichtiges Aussehen in Grautönen an.
Im mehrkernigen Fall teilt sich diese Zyste, bis nur noch einkernige Zellen übrig bleiben.
Die Zystenwand besteht aus 7–8 dicken gelatinösen Schichten (Platten) aus Silikat und Eisen.

## Systematik
Die Mitglieder der Actinophryida wurden ursprünglich zu den Heliozoa (Sarcodina) gestellt.
Heute werden die Actinophryida dagegen als Teil der Stramenopilen (Chromista) verstanden.
Sie sind nicht mit den Centrohelida und Desmothoracida aus dem früheren Taxon Heliozoa verwandt.
Es gibt mehrere Gattungen innerhalb dieser Gruppe:
Die Zellen von Actinophrys sind kleiner und haben einen einzigen zentralen Zellkern.
Die meisten haben einen Zellkörper mit einem Durchmesser von 40–50 µm (Mikrometern) und Axopodien mit einer Länge von etwa 100 μm, die jedoch stark variiert.
Die Zellen von Actinosphaerium sind um ein Vielfaches größer und haben einen Durchmesser von 200 bis 1000 μm, viele Kerne und kommen ausschließlich in Süßwasser vor.
Eine dritte Gattung, Camptonema ist schlecht belegt und hat einen umstrittenen Status. Sie wurde erst einmal beobachtet und 2001 von Mikrjukov & Patterson als jüngeres  Synonym von Actinosphaerium angesehen, aber von Cavalier-Smith & Scoble (2013) als gültige Gattung anerkannt.
Ein weiteres umstrittenes Taxon ist Heliorapha, geschaffen für die Spezies H. azurina, die ursprünglich der Gattung Ciliophrys zugeordnet wurde.
- Klade/Ordnung Actinophyrida Hartmann 1913 mit Schreibvariante Actinophrydia Kühn 1926 und Actinophrydea Hartmann 1913[1][2]
  - Familie Actinophryidae Dujardin 1841 bzw. Claus 1874, emend. Hartmann 1926[27] mit Schreibvariante Actinophryidae und Synonymen Actinosphaeriidae Cavalier-Smith und Helioraphidae Cavalier-Smith
    - Gattung Actinosphaerium Ritter von Stein 1857 mit Synonym Echinosphaerium Hovasse 1965
      - Spezies Actinosphaerium eichhornii (Ehrenberg, 1840) Stein, 1857
      - Spezies Actinosphaerium nucleofilum Barrett, 1958
      - Spezies Actinosphaerium akamae (Shigenaka, Watanabe & Suzaki, 1980) Mikrjukov & Patterson, 2001
      - Spezies Actinosphaerium arachnoideum Penard, 1904[27]

    - Gattung Actinophrys Ehrenberg 1830 mit Synonymen Trichoda Müller 1773 nomen oblitum und Peritricha Bory de St.Vincent 1824 nomen dubium non Stein 1859
      - Spezies siehe Hauptartikel zur Gattung.

    - ?Gattung Camptonema
    - ?Gattung Heliorapha Cavalier-Smith 2013 (evtl. in eigener Familie Helioraphidae[2])
      - Spezies Heliorapha azurina (früher zu Gattung Ciliophrys)

Der NCBI Taxonomy Browser listet die Actinophryidae abweichend als Klasse (ohne ein Taxon im Rang einer Ordnung in dieser Linie).